# Theodor Weinlig
Christian Theodor Weinlig (25. juli 1780 – 7. marts 1842) var en tysk musiklærer, komponist, og dirigent i Dresden og Leipzig.
Weinlig var født i Dresden, og blev undervist musikalsk af sin onkel Christian Ehregott Weinlig og af Stanislao Mattei i Bologna, i hvilken by han var medlem af Accademia Filarmonica. Fra 1814 til 1817 arbejdede han som kantor for Kreuzkirche i Dresden og i 1823 blev han kantor for Thomanerchor i Leipzig, en stilling han beholdt helt til sin død.
Blandt hans mest kendte elever var pianisten Clara Schumann og komponisten Richard Wagner.